# Église épiscopalienne africaine Saint-Thomas de Philadelphie
L'église épiscopalienne africaine Saint-Thomas est une église épiscopalienne située à Philadelphie, dans l'État de Pennsylvanie aux États-Unis.

## Historique
Fondée en 1792 à Philadelphie, en Pennsylvanie, en tant que première église épiscopalienne noire aux États-Unis, la congrégation de l'église épiscopalienne africaine Saint-Thomas s'est rapidement développée à partir de la Free African Society, un groupe non-dénominationnel créés par Absalom Jones et Richard Allen, des Afro-Américains convertis au christianisme qui avaient quitté l'église méthodiste unie Saint-George à cause de la discrimination et de la ségrégation,. Cette communauté était dirigée par Absalom Jones, un prédicateur noir libre, méthodiste et laïc. Lorsque sa congrégation s'est établie, Absalom Jones a été ordonné diacre en 1796 puis ordonné prêtre de l'église épiscopalienne en 1802 par l'évêque, William White, devenant ainsi le premier Afro-Américains à entrer dans la hiérarchie ecclésiastique de l'Église épiscopalienne. William White ordonna également William Levington (en) qui devint diacre dans cette église, puis missionnaire dans le sud du pays et fondateur de l'église Saint-Jacques en 1824.
La congrégation resta dans le diocèse épiscopalien de Philadelphie, bien que son emplacement changea plusieurs fois. L'église est devenue une institution de premier plan dans la vie culturelle noire de Philadelphie.
Son deuxième recteur était William Douglass (abolitionist) (en), un Afro-américain, ancien élève du révérend Levington et abolitionniste. Le clergé et les paroissiens étaient actifs dans le chemin de fer clandestin au XIXe siècle et participaient au Mouvement afro-américain des droits civiques au XXe siècle.
L'église est la première église noire du pays à avoir acheté un orgue, et la première à avoir embauché une femme noire en tant qu'organiste. Les autres organistes notables étaient John C. Bowers et son frère, Thomas J. Bowers.

## Emplacement
Bien que la congrégation ait connu plusieurs bâtiments différents, elle est restée active depuis sa fondation. Le site du bâtiment d'origine, consacré le 17 juillet 1794, dans les rues Fifth et Adelphi, a, pendant un certain temps, été située sur Twelfth Street, au sud de Walnut Street, avant de suivre des changements démographiques et de quitter le centre-ville pour se rendre à West Philadelphia, où la congrégation s'installa (rues 57th et Pearl, et 52th et Parrish). Elle s'est ensuite rendue dans le quartier de Overbrook Farms, à Philadelphie, à l'intersection des avenues Overbrook et Lancaster.